# ماساهارو ایواتا
ماساهارو ایواتا (انگلیسی: Masaharu Iwata؛ زادهٔ ۲۶ اکتبر ۱۹۶۶) آهنگساز اهل ژاپن است. وی از سال ۱۹۸۷ میلادی تاکنون مشغول فعالیت بوده‌است.